# マッテオ・サルヴィーニ
マッテオ・サルヴィーニ（イタリア語: Matteo Salvini イタリア語発音: [matˈtɛːo salˈviːni]、1973年3月9日 - ）は イタリアの政治家。現在、同国副首相兼インフラ大臣。同盟（旧・北部同盟）第3代書記長、サルヴィーニと共に初代代表。欧州議会議員（3期）、上院議員（1期）、内務大臣などを務める。
同盟書記長として党名から「北部」の名称を外すなどの抜本的な改革により、中部・南部でも支持を伸ばして国民政党へと転換した。支持者からはカピターノ（Il Capitano Salvini）の渾名で呼ばれる。2022年に副首相になって以来の日本の報道ではサルビーニ副首相とも記されている。

## 来歴

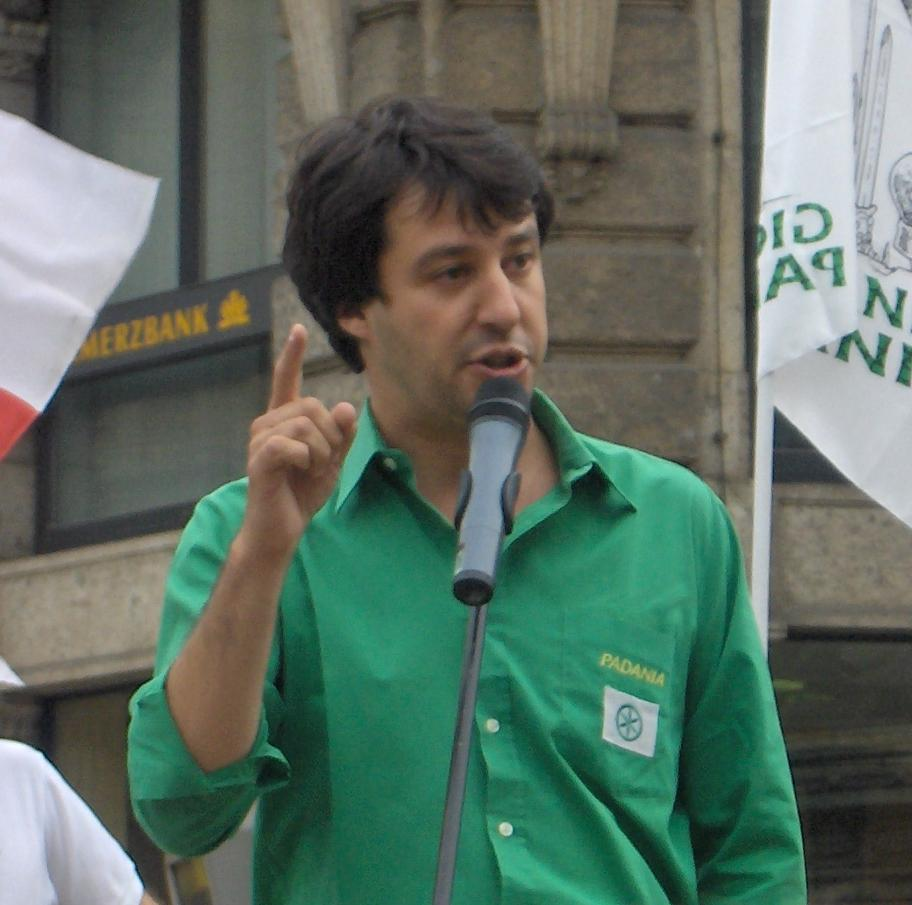
青年パダーニャ運動で演説するサルヴィーニ（2006年）

### 初期の経歴
1973年3月9日、イタリア北部の中心地であるロンバルディア州で実業家の父と、専業主婦であった母の間に生まれる。詩人アレッサンドロ・マンゾーニの名を冠した古典教育の学校で学び、ミラノ大学に進んで歴史学を専攻したが、学位を取得せず大学を離れている。
サルヴィーニは学問より政治運動に傾倒しており、冷戦中期の鉛の時代に形成されたレオンカヴァッロ通りの新左翼団体に参加していた。反国家主義や労働問題という共通点に注目して、共産主義から郷土主義に転向したウンベルト・ボッシのロンバルディア同盟にも接近した。ロンバルディア同盟が北部同盟に再編されると同盟員になり、青年組織「青年パダーニャ運動」に所属した。同盟内の党派では共産主義を掲げる最左翼グループに属し、北部諸州独立によるイタリア国家の解体を主張するパダーニャ・ナショナリズムも支持していた。
1993年、20歳の若さでミラノ市の市議会議員に当選して地方政界に入った。1997年、前年に実施されたパダーニャ独立宣言が政府と国際社会に無視された後、北部同盟はデモンストレーションとして同盟員による国政選挙を模した「パダーニャ連邦議会選挙」を挙行した。この際に同盟の各党派がそれぞれ独立議会用の政党を立ち上げたが、「パダーニャ民主党」「パダーニャ・カトリック党」など中道主義が多数を占める中でサルヴィーニは「パダーニャ共産党」（Comunisti Padani）を結党して議席を獲得している。
2004年、欧州議会選挙のイタリア北西部選挙区に北部同盟から擁立され、欧州議会議員に初当選した。北部同盟は欧州政党・会派ともに無所属と中道右派系グループの間を行き来し、自身もこれに従った。2009年、欧州議会議員に再選。欧州議会の国内市場及び消費者保護委員会、国際貿易委員会、南アフリカ・インド・北朝鮮に対する議会代表団に参加している。

### 同盟書記長

#### 欧州懐疑主義
2012年、同盟の創設者であったウンベルト・ボッシ書記長が政治資金の横領疑惑で失脚し、名誉党首として事実上の政界引退に追い込まれた。この事件によって北部同盟は大混乱に陥り、執行部の支持を得たロベルト・マローニが第2代書記長として事態収拾に取り組んだが、2013年の総選挙で大敗を喫した。選挙後にロンバルディア州知事に専念する意向を示したマローニが書記長職を退くと、ボッシが復帰を目指す事を声明した。これにサルヴィーニが反発して立候補を発表、同盟員による初の書記長選挙が実施された。書記長選挙では反ボッシ派の広範な支持を集め、執行部の承認を受けて第3代書記長となった。
サルヴィーニ体制の北部同盟は欧州連合の政策に厳しい視点を持ち、ユーロに至っては「人道に対する罪」（Crimine contro l'umanità）とまで言い切っている。サルヴィーニは欧州議会議員として長いキャリアを持つと同時に強硬な欧州懐疑主義者でもあり、欧州連合による内政干渉がイタリアの社会混乱と雇用不安を生んでいるとの意見を主張していた。書記長就任後、党の主目標を郷土主義・地方分権から反緊縮財政・反移民に切り替え、EUへの激しい攻撃を党を上げて行った。こうしたポピュリズム的な方針転換はボッシ時代から既に模索されていたが、サルヴィーニはより急速な組織改革を推進した。
2014年、欧州議会議員に三選。本選挙ではフランス国民戦線（現・国民連合）のマリーヌ・ル・ペン、オランダ自由党のヘルト・ウィルダースといったファシスト的とされる欧州懐疑主義者と選挙連合を組んだ。左派的な郷土主義・労働運動を掲げるボッシ時代の北部同盟は反移民で右派と連合を組む一方、反ファシズムについては左派政党と協調していた。ボッシはサルヴィーニを非難し、また同盟幹部のヴェローナ市長フラヴィオ・トーシも欧州懐疑主義については懸念を表明した。
しかしサルヴィーニは持論を変えず、欧州議会選挙では党のスローガンを「パダーニャ（Padania）」から「バスタ・ユーロ（Basta Euro、ユーロはもう沢山だ）」に変更、ユーロ圏からの離脱も政治主張に追加した。得票率は6.2%と2009年の欧州議会選挙（10%）より後退したものの、2013年の総選挙（2.1%）よりは上昇している。一方でトーシがサルヴィーニを上回る得票で欧州議会議員に当選するなど、同盟内のEUを巡る対立が続いた。

#### 国民政党への転向
欧州議会選挙で一定の勝利を得たサルヴィーニは同盟再編の意志をより鮮明にし、フラット・タックスなどの税制改革と並んでイタリア中部及び南部での支持拡大を目指す運動方針が採択された。また家族的価値観の称揚、同性婚反対、売春の合法化など右翼的・保守的な価値観にもより接近した。外交面ではウクライナ騒乱以降、NATO及びEU諸国が仮想敵国としているロシアとの関係改善を主張する。

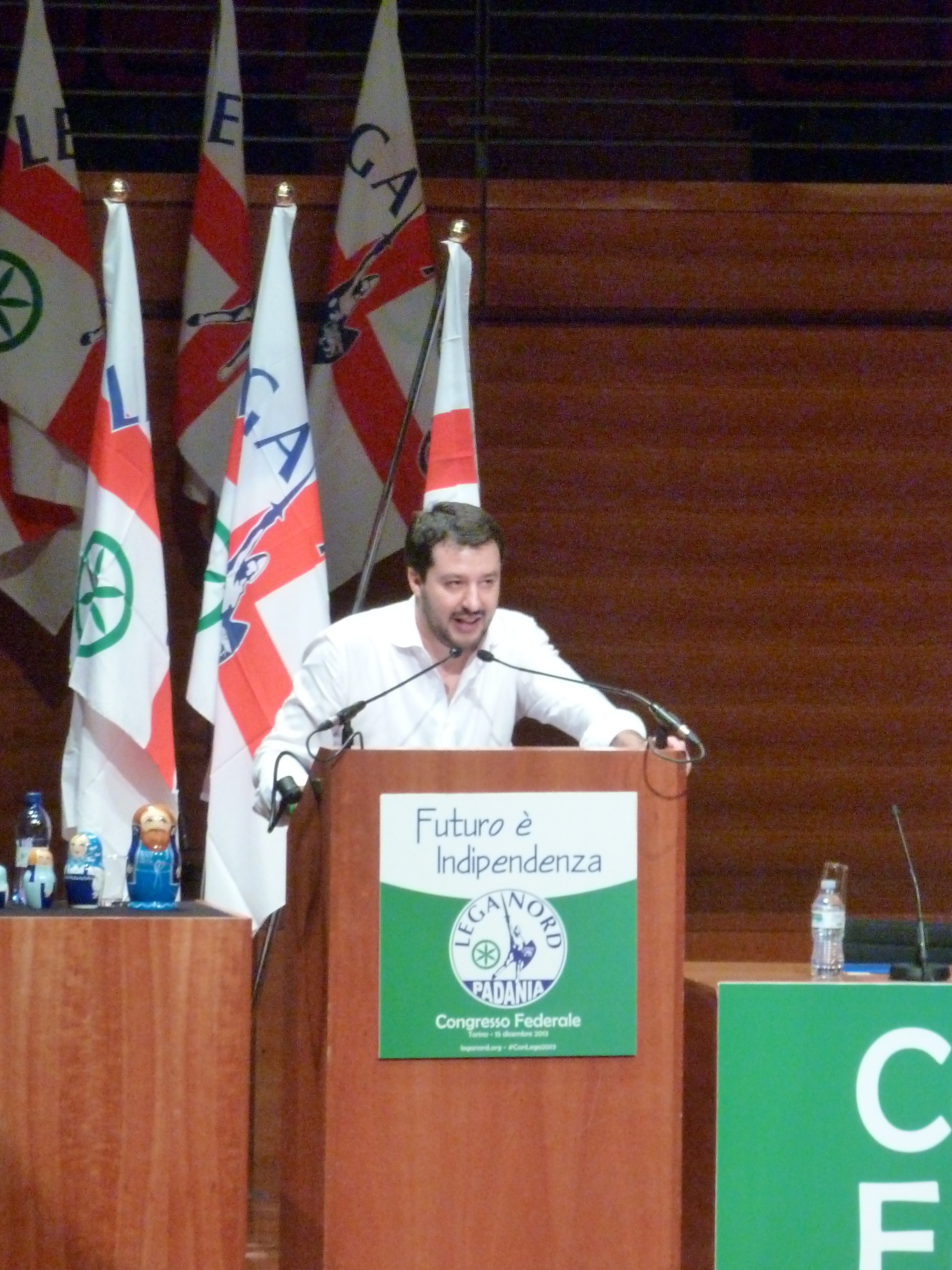
北部同盟の集会で演説するサルヴィーニ（2013年）

2014年11月、エミリア・ロマーニャ州議会選挙で北部同盟が結党以来始めてイタリア中部で躍進を遂げ、19.4％を得票した事はサルヴィーニの構想にとって重要な契機となった。2014年12月、南部での協力政党「サルヴィーニと共に」が結党され、同盟書記長と兼任して党代表に就任した。サルヴィーニはイタリア政界全体に影響を与える存在になり、同月に実施されたイプソスの調査では国民支持率が28%から33%に急上昇している。
2015年2月28日、首都ローマで移民排斥を主張する大規模な政治集会を開き、移民攻撃も全面に押し出している。同年3月、サルヴィーニ派の州知事ルカ・ザイアと敵対したトーシが離党した。遂に内部対立が表面化したが、直後に行われたヴェネト州議会選挙では北部同盟がトーシの新党を圧倒して過半数を獲得するなど、サルヴィーニ派の勝利に終わった。ヴェネト州以外にもリグリア州、トスカーナ州、マルケ州、ウンブリア州の州議会選挙でもサルヴィーニ体制の北部同盟が躍進を続けたが、イタリア中部3州で1割以上の支持を集めた事は前年のエミリア・ロマーニャ州での勝利に続き、北部以外での支持拡大を印象付けた。
2016年、州議会選挙で本拠地であったロンバルディア州での議席を減らし、新たに設立したサルヴィーニと共にも伸び悩んだ。躍進の続いた前年とは異なり、同盟内ではサルヴィーニへの批判が相次いだ。反サルヴィーニ派からは反EU・反移民の主張や中南部への支持拡大など、右翼的な志向を強める執行部に方針転換を求める動きが起きた。しかしサルヴィーニは来年に向けてむしろ右派の政党連合「中道右派連合」の中心を担う事を表明し、更には「北部（nord）」の名称を党から外す構想も発表した。
2017年、1期目の書記長任期を満了したサルヴィーニが任期継続を表明すると、異議を唱えた党内左派のジャンニ・ファヴァとの間で2回目の書記長選挙が行われた。ファヴァはサルヴィーニ体制の北部同盟で立場を失いつつある郷土主義・分離主義・連邦主義の意見を代表して出馬したと声明した。ロマーニやロンバルディア州支部など主な同盟幹部や下部組織はサルヴィーニを支持し、82.7%の得票率で再選した。同年12月21日、翌年の総選挙で使用する党のロゴを「Lega（同盟）」とのみ記載されたデザインに差し替え、イタリア全土で候補者を立候補する意向を示した。これにより左派・地域政党の「北部同盟」は右派・国民政党の「同盟」へと変質したと見做されている。宣伝面でもアメリカのドナルド・トランプ大統領の選挙ポスターを参考にしたり、シンボルカラーをグリーンからナショナルカラーやトリコロールを使用するなど右派ポピュリストとしての姿勢を強めている。

#### 2018年総選挙

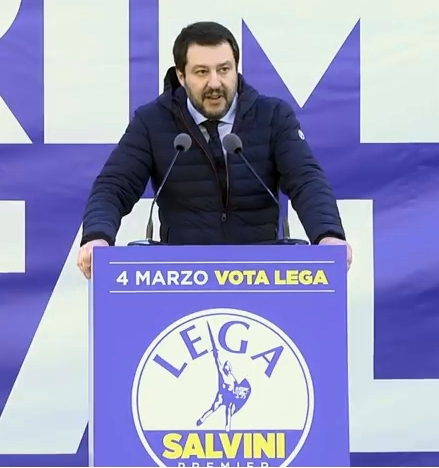
「同盟」のロゴの書かれた演台に立つサルヴィーニ（2018年）

「同盟」の成立によって完成を見たサルヴィーニの国家主義への転向は、混迷するイタリア政界での歴史的な勝利へと繋がった。2018年3月4日、総選挙で同盟は地盤であるヴェネト州・ロンバルディア州・ピエモンテ州の北部3州で20%を超えた事に加えて、サルヴィーニと共になどを通じて中南部のウンブリア州・アブルッツォ州・サルデーニャ州でも10%以上を獲得し、欧州議会から国政に鞍替えしたサルヴィーニもカラブリア州で上院議員に当選した。最終的に第3党として17.4％の得票を勝ち取り、第1党派である中道右派連合内ではフォルツァ・イタリアを凌いで最大勢力になった。
選挙終了後、議会は第1党派の中道右派連合と元与党で第3党派に転落した中道左派連合、そして政党別では第1党ながら連立を拒否する第2党派の新興政党の「五つ星運動」が勢力を三分した。サルヴィーニはシルヴィオ・ベルルスコーニのフォルツァ・イタリア、ジョルジャ・メローニのイタリアの同胞ら中道右派連合から首相候補として擁立された。ハング・パーラメント（宙吊り）に陥った議会は新しい政権を組閣できず、政治的空白が続いた。
連立協議は反EUで共通点があるにもかかわらず、親EUのイタリア民主党と接近するルイジ・ディマイオにサルヴィーニが反発した事や、ディマイオが既存政治家の筆頭であるベルルスコーニに抵抗感を示した事などで難航した。民主党選出のセルジョ・マッタレッラ大統領は同盟と五つ星運動の交渉を促したが、3月6日に発表された声明で拒否した。3月24日、両院議長に関する協定が先に結ばれて中道右派連合から上院議長、五つ星運動から下院議長が選出されたが、組閣は何度か実施された会談を経ても決まらなかった。マッタレッラ大統領はこのまま交渉が纏まらなければ夏に再選挙を行うとし、その間に機能する臨時政権の樹立を検討し始めた。サルヴィーニは7月8日の再選挙を主張したが受け入れられなかった。
5月9日、サルヴィーニはディマイオと最後の連立交渉を行う猶予を求め、ベルルスコーニから消極的ながらも五つ星運動との連立に賛成するとの意見を得て交渉は進展した。5月13日、閣僚名簿は未決定ながらディマイオと連立合意に至った。5月14日、組閣人事については1週間後に大統領に提出するとしたが、その中で両党に好意的であったフィレンツェ大学のジュゼッペ・コンテ教授を首相とし、サルヴィーニとディマイオがそれぞれ副首相として政権を補佐する事となった。5月23日、コンテがクイリナーレ宮の大統領府に呼ばれてマッタレッラと会談した。
5月27日、コンテ政権の閣僚名簿をマッタレッラが却下し、成立直前であった政権樹立は断念された。サルヴィーニが反ユーロの経済学者であるパオロ・サヴォナの財務大臣起用を求めた事が要因であり、マッタレッラは再び臨時政権の樹立を計画して穏健な経済学者であるカルロ・コッタレリを指名した。同盟と五つ星運動は猛反発して臨時政権に協力しない事を明言し、国粋政党で同じく反EUであるイタリアの同胞を加えた3党連立も計画された。またディマイオが大統領の弾劾を求め、サルヴィーニは弾劾は時間が掛かり過ぎるとして早期の再選挙を要求した。反EUの姿勢を選挙時に緩めた五つ星運動に比べて、強硬なサルヴィーニと同盟の支持率は選挙後も上昇しており、再選挙を行えば勢力を一層に拡大すると見られている。
5月31日、サルヴィーニはディマイオからの提案を受け入れ、パオロ・サヴォナを財務大臣ではなくEU担当大臣として起用する閣僚名簿を新たに提出し、再選挙を懸念していたマッタレッラも今回は受け入れた。

### ジュゼッペ・コンテ政権

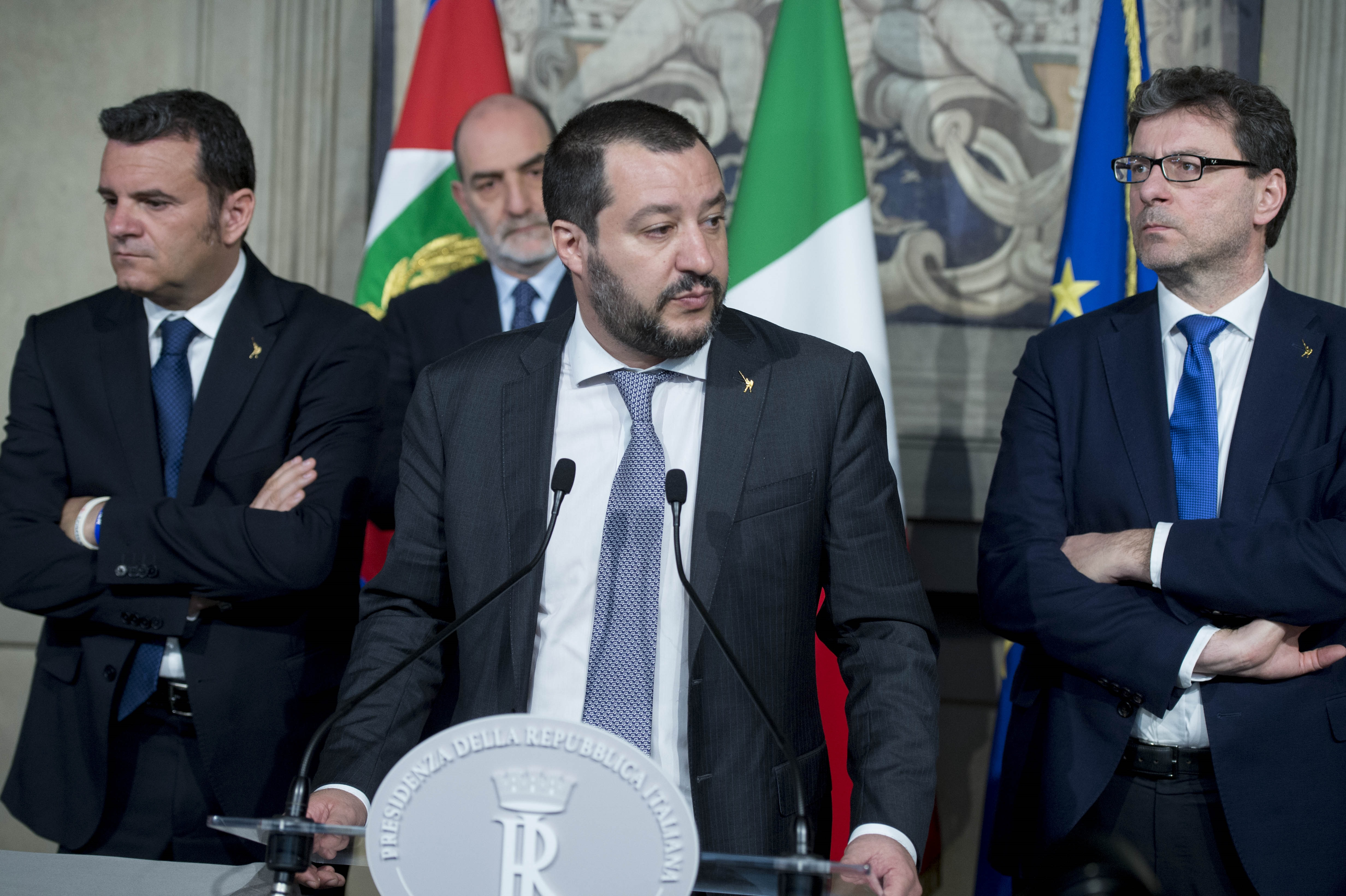
クインナーレ宮での会見（2018年）

2018年6月1日、サルヴィーニはジュゼッペ・コンテ政権の副首相兼内務大臣に就任した。就任翌日から公約である移民対策に乗り出し、北アフリカで最もイタリアに近いチュニジアが「犯罪者を輸出している」と非難して外交問題を起こしている。チュニジア政府はイタリアの内務大臣によるチュニジア移民への発言に遺憾の意を声明した。
同年6月10日、ツイッター上で「イタリアはこれから人間の往来に、不法移民の事業に「いいえ」と言い始める」と書き込み、NPO団体が救助した難民629名が乗船する移民船『アクアリウス』の入港を拒否する命令を出した。同船は近隣のマルタ島に移動したが、マルタ政府もイタリア政府と歩調を合わせた事から難民を乗せたまま地中海で立ち往生した。翌11日にスペインの中道左派政権を率いるペドロ・サンチェス首相が受け入れを声明した事で、移民船はバレンシアへ入港した。
一連の騒動について、フランスのエマニュエル・マクロン大統領が「無責任な対応」と批判すると、コンテ首相は「偽善的な発言は受け入れられない」と反論した。サルヴィーニ自身もマクロンにイタリアへの謝罪を要求、受け入れられない場合は予定されている首脳会談が中止になると発言した。ハンガリーやオーストリアなど移民問題に強攻策を取る国々からもイタリアを支持する声が上がり、ドイツとフランスを中心としたEUへの不満が集まっている。
同年6月13日、マクロンはイタリアとイタリア国民に不快感を与えた事をコンテ政権に謝罪した。サルヴィーニの反移民政策は中東系に留まらず、国内のロマに対する不法移民調査を主張している。
2019年8月、連立政権内の対立が激化してきたことを理由にサルヴィーニは早期の解散総選挙を要求。コンテ首相がこれを拒否したため、サルヴィーニは連立離脱を表明し、内閣不信任決議案を提出した。連立相手の五つ星運動はこうした動きを非難し、連立政権が事実上崩壊。8月20日にコンテは首相を辞任すると表明した。
2020年2月12日、上院は内相在任中の2019年7月に救助された難民116人に対して沿岸警備隊の船を下りる許可を与えることを拒否した件について、サルヴィー二の不訴追特権の剥奪を賛成152票、反対76票の賛成多数で可決した。同年7月30日、上院は慈善団体オープン・アームズの船に救助された移民80人余りのイタリア上陸を阻止したことについても賛成149票、反対141票、棄権1票の賛成多数で不訴追特権の剥奪を可決した。

### ジョルジャ・メローニ政権
2022年10月22日に発足したジョルジャ・メローニ内閣で副首相兼インフラ担当大臣に就任。
2023年には同年9月11日から13日にかけて、イタリア最南端のランペドゥーザ島に島の人口を上回る約8500人もの移民が到着したことに対して、「戦争行為だ」と反発した。
2024年12月20日、裁判所は上述の不法移民の上陸阻止について監禁などの罪に問われたサルヴィーニに無罪判決を言い渡した。

## 私生活
- 2001年、ジャーナリストのファブリツィア・イエルッツィと結婚して長男フェデリーコを儲けたが[98]、9年後にイエルッツィとは離婚している。
  - 2012年、ジュリア・マルティネリという女性との間に長女マリータが生まれているが、正式な結婚はしていない[99]。
  - 2015年、女性司会者のエリザ・イゾアルディ（英語版）と事実婚の関係にある。
- イタリア人らしくサッカーファンであり、地元チームでシルヴィオ・ベルルスコーニ元首相が保有するACミランのサポーターである[100]。